# 菲律宾斑扇尾鹟
菲律宾斑扇尾鹟（学名：Rhipidura nigritorquis），是雀形目扇尾鹟科的一种鸟类。

## 特征
菲律宾斑扇尾鹟体重约17克，翼长约68毫米，嘴峰长约14毫米，喙宽度约4.5毫米，喙厚度约3.7毫米，跗蹠长约16.1毫米，尾长约67.3毫米。菲律宾斑扇尾鹟在其分布区内为留鸟，其栖息在半开放的中等高度的林地中，食性为肉食性，主要食物来源是陆生无脊椎动物。

## 分布
菲律宾群岛和苏禄群岛。